# Wenzenbach
Wenzenbach là một đô thị tại huyện Regensburg bang Bayern thuộc nước Đức.